# Unterseeboot 717
L'Unterseeboot 717 ou U-717 est un sous-marin allemand (U-Boot) de type VIIC utilisé par la Kriegsmarine pendant la Seconde Guerre mondiale.
Le sous-marin fut commandé le 10 avril 1941 à Hambourg (H. C. Stülcken Sohn), sa quille fut posée le 24 avril 1942, il fut lancé le 20 février 1943 et mis en service le 19 mai 1943 de l'Oberleutnant zur See Siegfried von Rothkirch und Panthen.
L'U-717 n'endommagea ou ne coula aucun navire au cours des 5 patrouilles (52 jours en mer) qu'il effectua.
Il fut sabordé en mai 1945 à Flensburg puis démoli.

## Conception
Unterseeboot type VII, l'U-717 avait un déplacement de 769 tonnes en surface et 871 tonnes en plongée. Il avait une longueur totale de 67,10 m, un maître-bau de 6,20 m, une hauteur de 9,60 m et un tirant d'eau de 4,74 m. Le sous-marin était propulsé par deux hélices de 1,23 m, deux moteurs diesel Germaniawerft M6V 40/46 de 6 cylindres en ligne de 1 400 cv à 470 tr/min, produisant un total de 2 060 à 2 350 kW en surface et de deux moteurs électriques Garbe, Lahmeyer & Co. RP 137/c de 375 cv à 295 tr/min, produisant un total 550 kW, en plongée. Le sous-marin avait une vitesse en surface de 17,7 nœuds (32,8 km/h) et une vitesse de 7,6 nœuds (14,1 km/h) en plongée. Immergé, il avait un rayon d'action de 80 milles marins (150 km) à 4 nœuds (7,4 km/h; 4,6 milles par heure) et pouvait atteindre une profondeur de 230 m. En surface son rayon d'action était de 8 500 milles nautiques (soit 15 700 km) à 10 nœuds (19 km/h).
L'U-717 était équipé de cinq tubes lance-torpilles de 53,3 cm (quatre montés à l'avant et un à l'arrière) qui contenait quatorze torpilles. Il était équipé d'un canon de 8,8 cm SK C/35 (220 coups) et d'un canon antiaérien de 20 mm Flak. Il pouvait transporter 26 mines TMA ou 39 mines TMB. Son équipage comprenait 4 officiers et 40 à 56 sous-mariniers.

## Historique
Il reçut sa formation de base au sein de la 5. Unterseebootsflottille jusqu'au 31 juillet 1943, puis il est affecté comme navire école dans la 22. Unterseebootsflottille. À partir du 1er août 1944, il rejoint une unité de combat dans la 8. Unterseebootsflottille. À partir du 1er octobre 1944, il est transféré dans la 8. Unterseebootsflotille comme navire d'instruction et d'exercice ; il retourne dans la 5. Unterseebootsflottille.
Lors de ses cinq patrouilles de guerre, l'U-717 navigue en Mer Baltique, il ne rencontre aucun succès.
Il est retiré du service actif le 1er octobre 1944 et sert de sous-marin d'entraînement pour les équipages de sous-mariniers, jusqu'à l'armistice. 
Le 14 octobre 1944, deux membres d'équipage sont tués (le Matrosenobergefreiter Walter Steube et le Maschinenobergefreiter August Großdonk) et trois autres blessés lors d'un assaut aérien allié contre Liepāja, en Lettonie.
Il est sabordé le 5 mai 1945 à Flensburg Firth à la position 54° 49′ N, 9° 27′ E, suivant les ordres de l'amiral Karl Dönitz (Opération Regenbogen).
Son épave est renflouée et démolie après la guerre.

## Affectations
- 5. Unterseebootsflottille du 19 mai 1943 au 31 juillet 1943 (Période de formation).
- 22. Unterseebootsflottille du 1er août 1943 au 31 juillet 1944 (Navire-école).
- 8. Unterseebootsflottille du 1er août 1944 au 1er octobre 1944 (Unité combattante).
- 8. Unterseebootsflottille du 1er octobre 1944 au 15 février 1945 (Période de formation).
- 5. Unterseebootsflottille du 16 février 1945 au 5 mai 1945 (Période de formation).

## Commandement
- Oberleutnant zur See Siegfried von Rothkirch und Panthen du 19 mai 1943 au 5 mai 1945.

## Patrouilles
|       | Commandant                            | Départ            | Départ      | Arrivée           | Arrivée     | Jours    | Succès |
| ----- | ------------------------------------- | ----------------- | ----------- | ----------------- | ----------- | -------- | ------ |
| 1     | Oblt. Siegfried Rothkirch und Panthen | 16 août 1944      | Kiel        | 19 août 1944      | Helsinki    | 4 jours  |        |
| 2     | Oblt. Siegfried Rothkirch und Panthen | 21 août 1944      | Helsinki    | 21 août 1944      | Grand Hotel | 1 jours  |        |
| 3     | Oblt. Siegfried Rothkirch und Panthen | 26 août 1944      | Grand Hotel | 31 août 1944      | Grand Hotel | 6 jours  |        |
| 4     | Oblt. Siegfried Rothkirch und Panthen | 3 septembre 1944  | Grand Hotel | 25 septembre 1944 | Windau      | 23 jours |        |
| 5     | Oblt. Siegfried Rothkirch und Panthen | 30 septembre 1944 | Windau      | 17 octobre 1944   | Danzig      | 18 jours |        |
| Total | Total                                 | Total             | Total       | Total             | Total       | 52 jours | 0 t    |

Note : Oblt. = Oberleutnant zur See